# Acide dihydroxymalonique
L’acide dihydroxymalonique, également appelé acide dihydroxymésoxalique et acide dihydroxypropanedioïque, est un composé chimique de formule HOOC–C(OH)2–COOH qu'on trouve dans certaines plantes telles que la luzerne cultivée ou la mélasse de betterave. C'est un solide blanc soluble dans l'eau qui cristallise en prismes déliquescents fondant entre 113  et   121 °C sans perte d'une molécule d'eau. Il a été étudié comme antidiabétique et a été breveté aux États-Unis comme antidote à l'empoisonnement au cyanure.